# Antônio Carlos Gomes
Antônio Carlos Gomes (født 11. juli 1836 i Campinas, Sao Paulo - død 16. september 1896 i Belém Pará, Brasilien) var en brasiliansk komponist, pianist, dirigent og lærer.
Gomes som primært er kendt som operakomponist, hørte til en af de første anerkendte brasilianske komponister i Europa. Han studerede komposition på Musikkonservatoriet i Rio de Janeiro. Han har skrevet 8 operaer, hvoraf den mest kendte er A Noite do Castelo.
Han har udover sine operaer skrevet sange, korværker, messer, kirkelige værker og klaverstykker.

## Udvalgte værker
- A Noite do Castelo - opera
- Joana De Flandres - opera